# Yandy Díaz
Yandy Díaz (né le 8 août 1991 à Sagua La Grande, Cuba) est un joueur de troisième but des Rays de Tampa Bay de la Ligue majeure de baseball.

## Carrière

### Cuba
Yandy Díaz joue pour le club de Villa Clara en Serie Nacional de Béisbol, à Cuba, de 2008 à 2010.

#### Défection de Cuba
Après avoir tenté de faire défection de Cuba à deux reprises et avoir chaque fois été emprisonné pour 21 jours après avoir été pris, Diaz réussit à quitter l'île en 2013, à l'âge de 21 ans. Avec un ami d'enfance, Leandro Linares, il quitte la plage d'Holguín sur un radeau motorisé, aidé de deux passeurs, et arrive 12 heures plus tard à Monte Cristi en République dominicaine. 
Díaz et Linares, qui est lui aussi joueur de baseball, sont plus tard en 2013 tous deux mis sous contrat par les Indians de Cleveland de la Ligue majeure de baseball.

### Ligue majeure de baseball
Díaz joue en ligues mineures de 2014 à 2016. Il fait ses débuts dans le baseball majeur avec Cleveland comme joueur de troisième but le 3 avril 2017 face aux Rangers du Texas et réussit lors de cette rencontre son premier coup sûr, un double contre le lanceur Yu Darvish. 